# Bourriot-Bergonce
Bourriot-Bergonce is een gemeente in het Franse departement Landes (regio Nouvelle-Aquitaine) en telt 311 inwoners (1999). De plaats maakt deel uit van het arrondissement Mont-de-Marsan.

## Geografie
De oppervlakte van Bourriot-Bergonce bedraagt 76,3 km², de bevolkingsdichtheid is 4,1 inwoners per km².
De onderstaande kaart toont de ligging van Bourriot-Bergonce met de belangrijkste infrastructuur en aangrenzende gemeenten.

## Demografie
Onderstaande figuur toont het verloop van het inwonertal (bron: INSEE-tellingen).